# Cephalopterus
Cephalopterus és un gènere d'ocells de la família dels cotíngids (Cotingidae).

## Taxonomia
Segons la Classificació del Congrés Ornitològic Internacional (versió 14.2, 2024) aquest gènere està format per tres espècies:
- Cephalopterus glabricollis - ocell ombrel·la collnú[3]
- Cephalopterus penduliger - ocell ombrel·la encorbatat[4]
- Cephalopterus ornatus - ocell ombrel·la ullblanc[5]